# Hanns Breitenbach

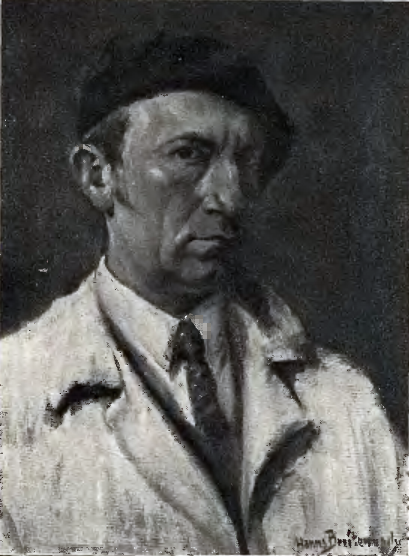
Selbstporträt von Hanns Breitenbach, vor 1929

Hanns Breitenbach (* 19. Juni 1890 in Fürth; † 25. Januar 1945 in Gleiwitz) war ein deutscher akademischer Bildhauer.

## Leben

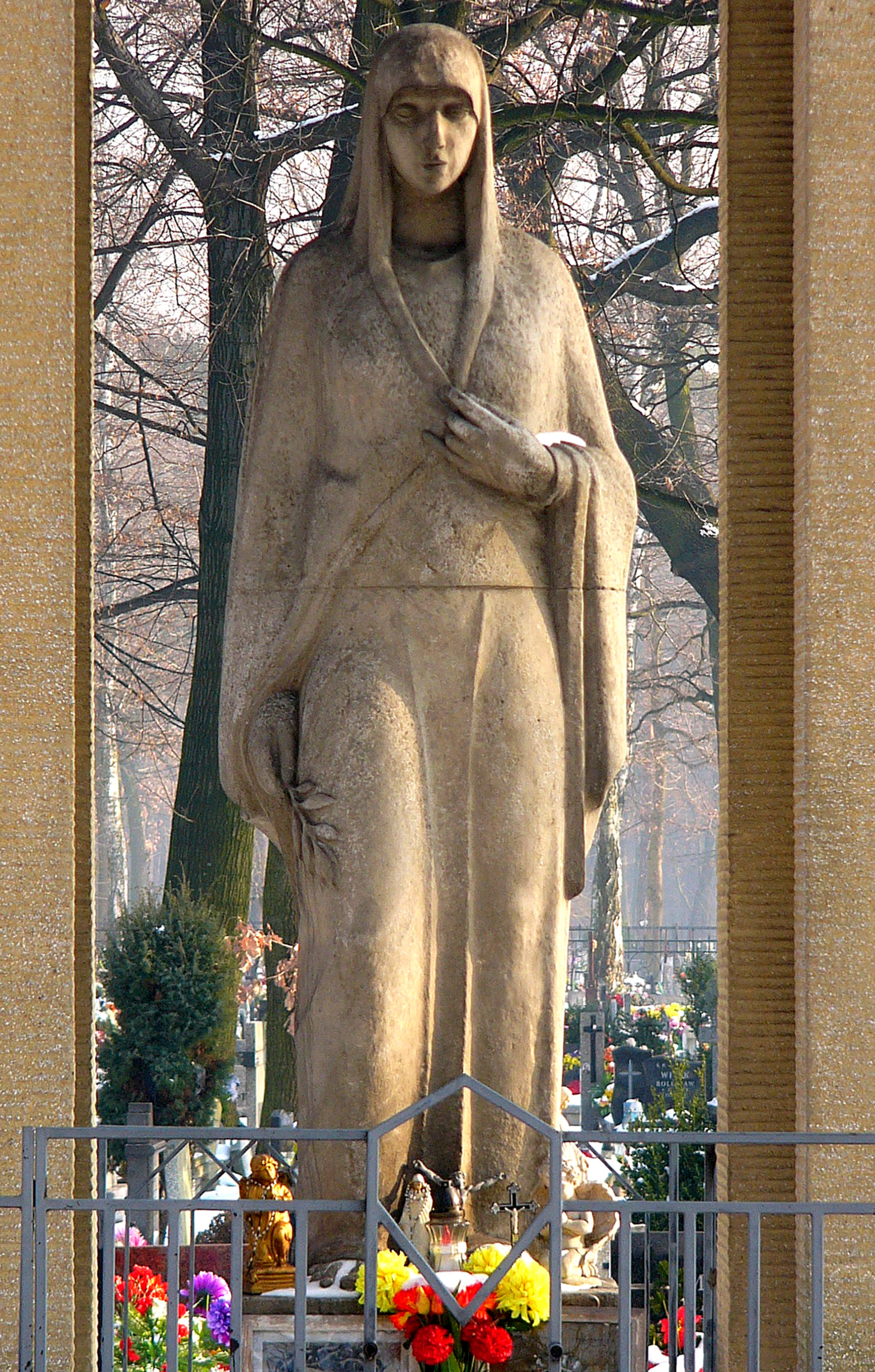
Die Trauernde von Hanns Breitenbach auf dem gleiwitzer Lindenfriedhof

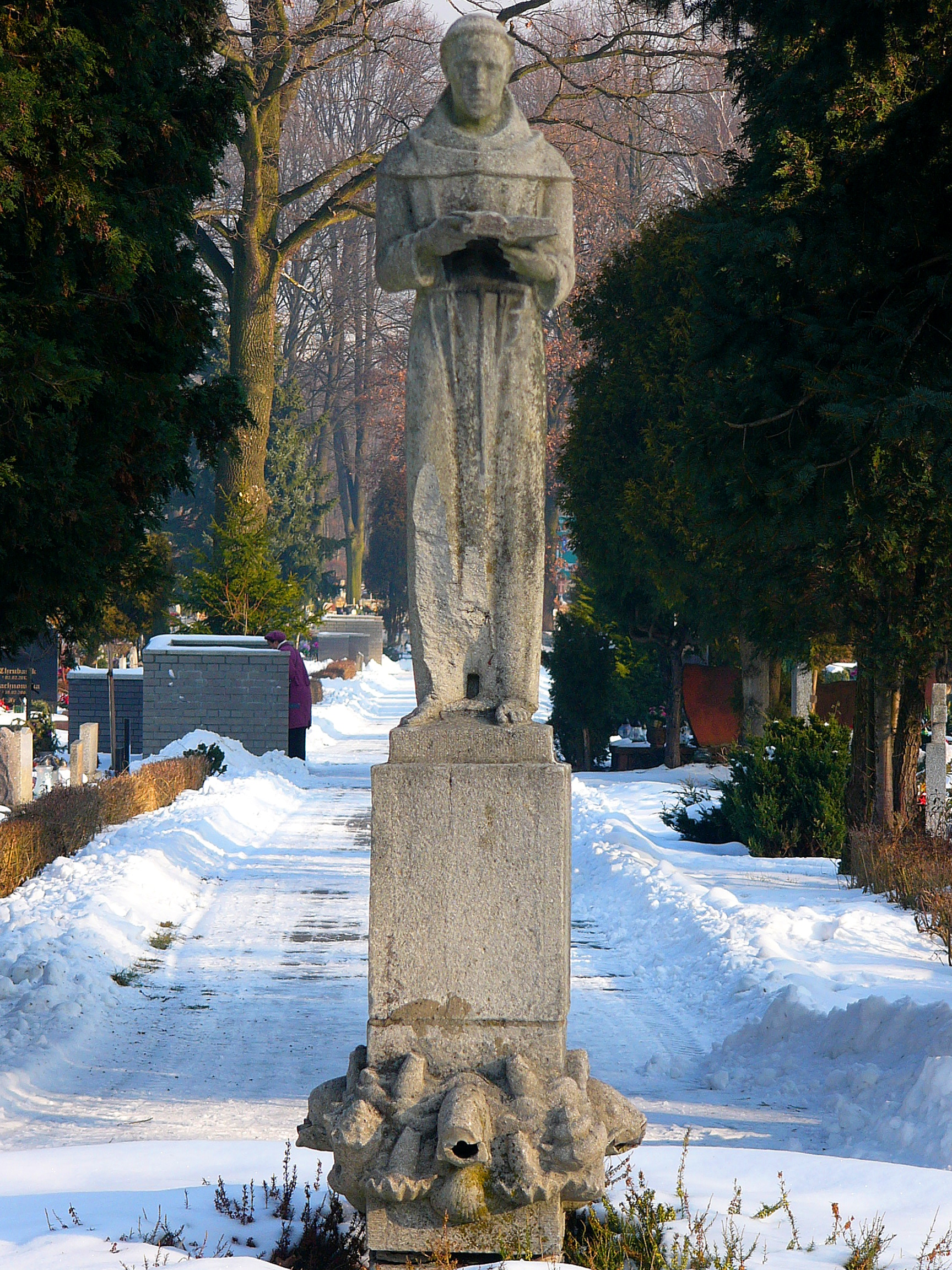
Hl. Franziskus von Hanns Breitenbach auf dem Zentralfriedhof in Gleiwitz

Hanns Breitenbach war Sohn eines Fürther Spiegelfabrikanten und einer französischstämmigen Mutter, der ursprünglich in München schaffte, ehe er ab 1928 auftragsbedingt seine künstlerische Tätigkeit auf das oberschlesische Gleiwitz verlegte.
Obwohl sein Vater aus einer Hugenottenfamilie stammte, war er katholischen Glaubens.
Breitenbachs Lebenslauf wird überschattet von einem gewaltsamen Tod, im Januar 1945, beim Einmarsch der Roten Armee in Gleiwitz.
Sein eigentlicher, vollständiger Name lautete Johannes-Jean-Nikolaus Breitenbach. In der Studienzeit war sein Vorname im entsprechenden Matrikelbuch mit der Schreibweise Hans eingetragen. Später wurde überwiegend als Künstlername Hanns Breitenbach verwendet. In der Familie und im privaten Umfeld nannte man ihn Hannes. Alle diese Vornamenvarianten tauchen jedoch heute in biografischen Hinweisen über ihn auf.
Am Anfang der künstlerischen Laufbahn stand eine solide, handwerkliche Ausbildung in Holzbildhauerei in Fürth. Die folgenden 10 Studiensemester an der Kunstgewerbeschule in Nürnberg bestätigten seine Talente und schufen Grundlagen für eine weitere, künstlerische Ausbildung und Entwicklung. Im Jahre 1911 begann Breitenbach nochmals 13 Studiensemester an der Akademie der Bildenden Künste in München als Meisterschüler in der Bildhauerklasse bei Erwin Kurz. Zu seinen dortigen Lehrern gehörte auch Hermann Hahn.
Diese Lehrer beeinflussten sein späteres Schaffen hinsichtlich Sujet und Formgebung nachhaltig. Nach dem Studium blieb er in München und richtete als freiberuflicher Künstler sein Atelier in der Gabelsberger Straße ein.
In München begegnete er seiner späteren Ehefrau, Friedel Breitenbach, geb. Josefek aus Gleiwitz, die dort Textiles Kunsthandwerk studierte. Das Paar heiratete im Jahre 1921. Sie war eine der Töchter des Gleiwitzer Hoch- und Betonbauunternehmers und Architekten, Robert Josefek, der zahlreiche Bauwerke in Gleiwitz ausführte, die damals viel Beachtung fanden und auch noch teilweise heute existieren.
Eine wachsende Anzahl von Aufträgen aus Oberschlesien erforderten dort die Einrichtung eines zweiten Ateliers und 1928 die endgültige Verlagerung des Wohnsitzes nach Gleiwitz. Besonders in diesen Jahren entstanden zahlreiche Werke, von denen einige bis heute erhalten sind.
Das persönliche Auftreten von Breitenbach als Mensch und Künstler war von Bescheidenheit und Zurückhaltung geprägt. Künstlerisches Schaffen war für ihn Broterwerb und im höheren Sinne auch Lebensinhalt. Am Kriegsende 1945 brachte er es nicht fertig, sich von seiner Arbeit zu trennen und sich durch rechtzeitige Flucht der Gewalt zu entziehen. Seine Tochter Marianne Ottmann schrieb in einem autobiografischen Roman zu seinem gewaltsamen Tod, dass er wegen der großen Kälte einen Motorradmantel trug und deshalb von den russischen Soldaten für einen Offizier gehalten wurde. Er wurde „auf offener Straße erschossen“. Eine Grabstätte ist nicht bekannt.

## Schaffen
In den zahlreichen Werken aus den verschiedensten Materialien spiegelt sich die Münchner Schule wider. Die Arbeiten reichten, ausgehend von Kleinkunst, Reliefs, Porträts, Vollplastiken bis zu Darstellungen in der Architektur. Bauplastiken und Denkmalsfiguren im sakralen oder öffentlichen Raum wurden oft als monumental ausgeführte Skulpturen geschaffen. Als Bildhauer konnte er auch sehr gut mit dem Zeichenstift und Malpinsel umgehen.
Die genaue, ausmodellierte, formgetreue Darstellung von Menschen, gepaart mit hervorragendem handwerklichen Können, kennzeichnen seine Werke. Die Figuren orientieren sich vielfach an klassischen Vorbildern und erscheinen auch gelegentlich überhöht heroisierend. Ein Betrachter kann jedoch Vereinfachungen, verschliffene, klare Linienführungen und eine geschlossene, ausdrucksstarke Formensprache des Gesamtkunstwerkes erkennen. Maßvolle Gestik und die Symbolik der Figuren schaffen Spannungen und vereinen progressive wie konservative Tendenzen. Besonders die Figur der „Trauernden“ für ein Denkmal auf dem Gleiwitzer Lindenfriedhof drückt solche Akzente deutlich aus.
Breitenbach trat zum 1. Mai 1933 der NSDAP bei (Mitgliedsnummer 2.221.182). Einige Werke, die heute als Nazi-Kunst eingestuft werden, ermöglichten eine Teilnahme an den ideologisch ausgerichteten, regionalen Kunstausstellungen. Bekannt ist die Teilnahme an Kunstausstellungen in Gleiwitz (1930, 1935), Stuttgart (1937) und Beuthen (1943).

## Werke (Auswahl)
Breitenbachs umfangreiches Gesamtwerk ist nicht erfasst. Vieles ist durch Kriegswirren verloren gegangen, wurde nach 1945 zerstört oder der weitere Verbleib ist nicht festzustellen. Die noch erhaltene Werke sind heute überwiegend in Gliwice auffindbar.
Soweit möglich, werden Standorte, Entstehungsjahr, Material und Erhaltungszustand mit angegeben.

### Auffindbare Werke

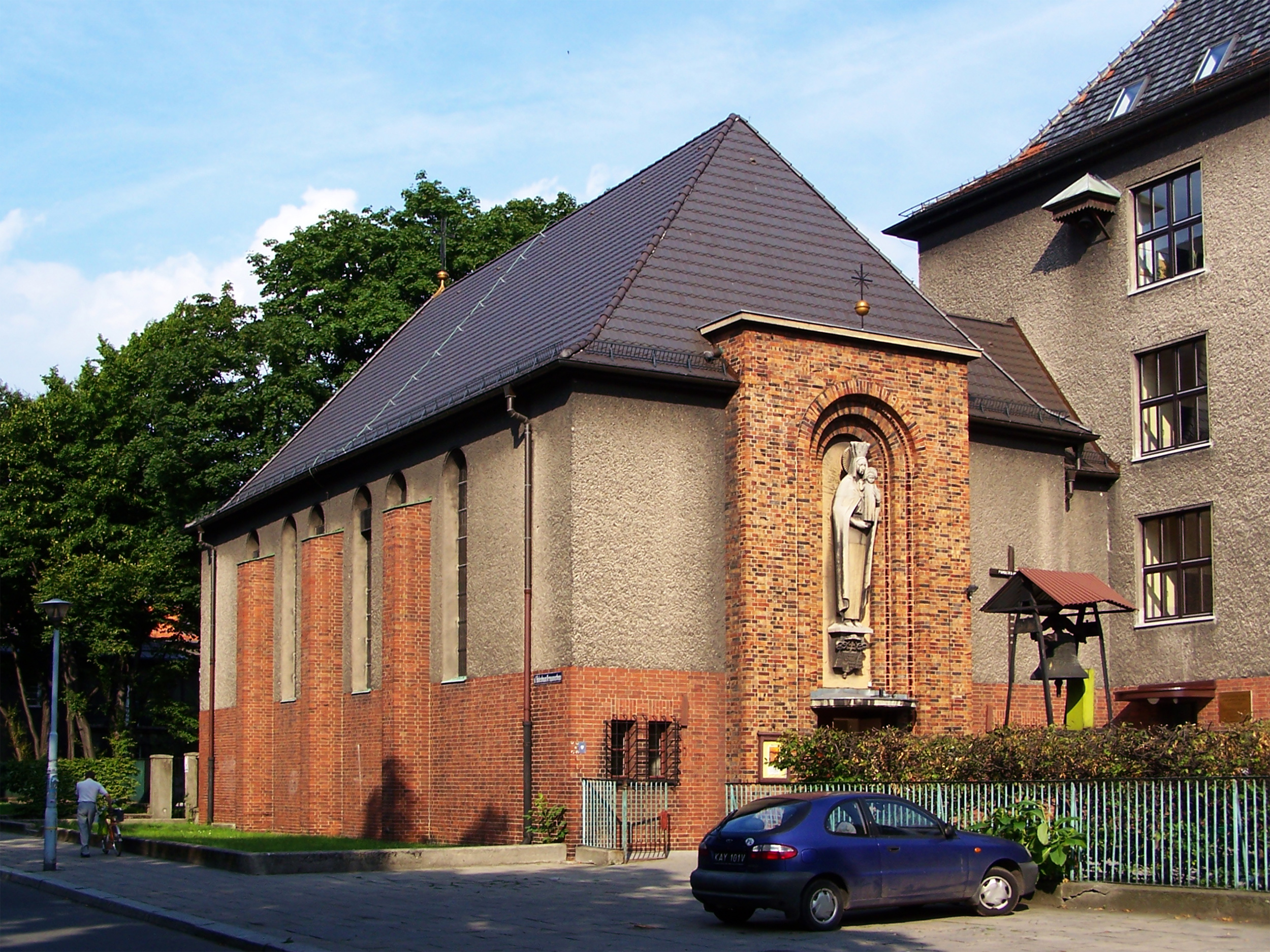
Marienfigur mit Jesus von Hanns Breitenbach an der Fassade der Kirche zum Heiligen Erzengel Michael in Gliwice

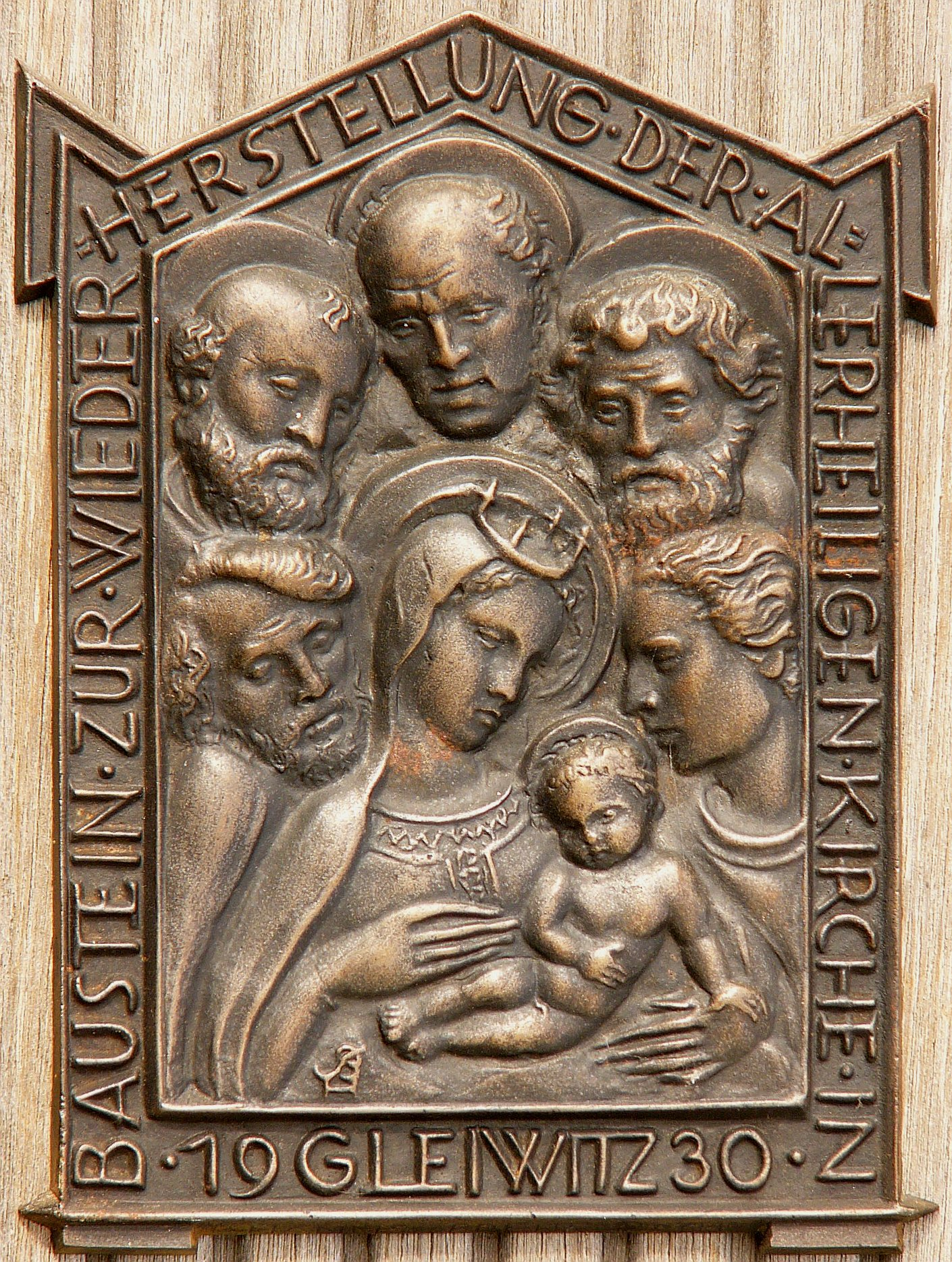
Spendenplakette zur Erneuerung der Allerheiligenkirche

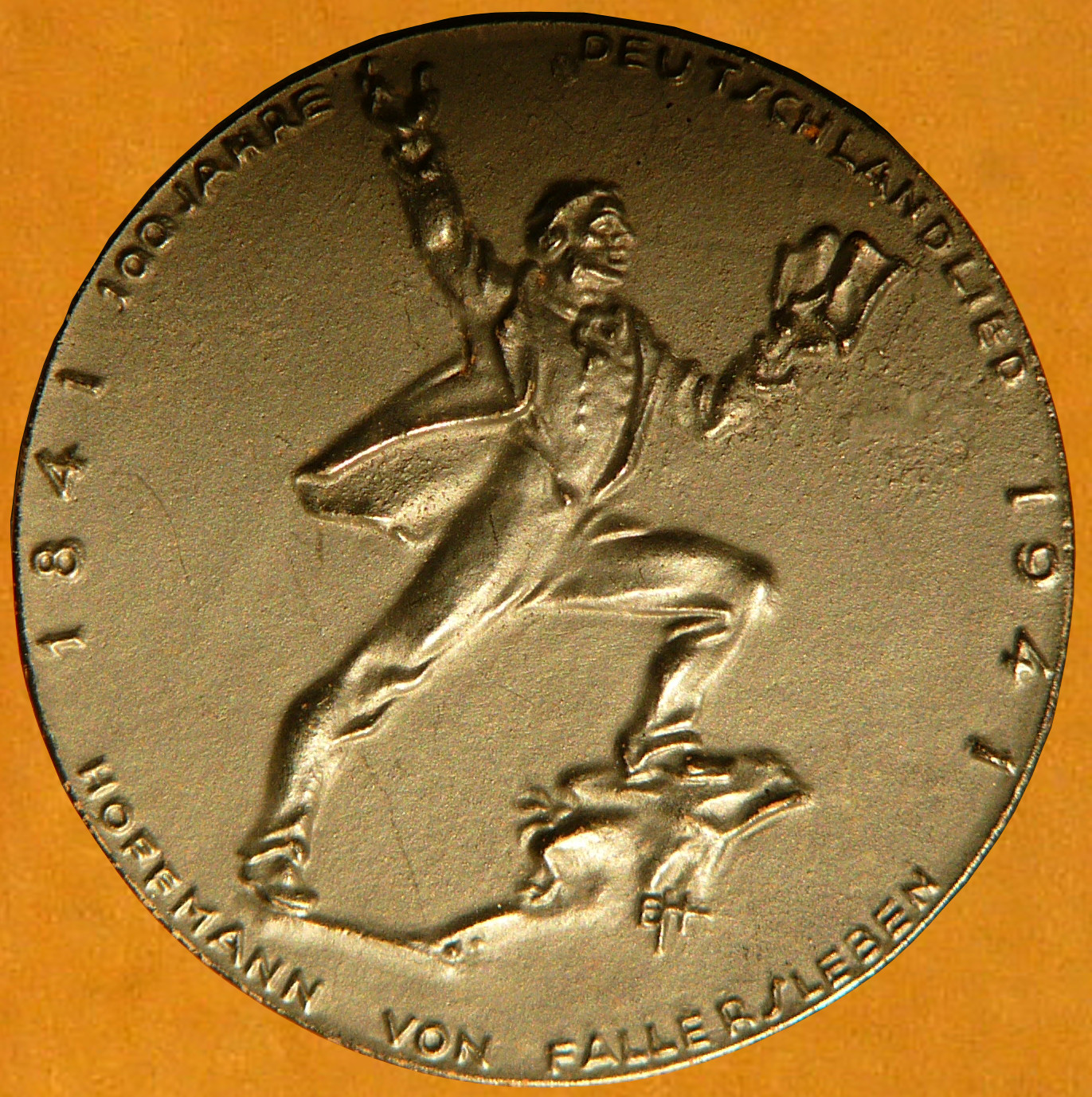
Plakette 100 Jahre Komposition „Deutschlandlied“

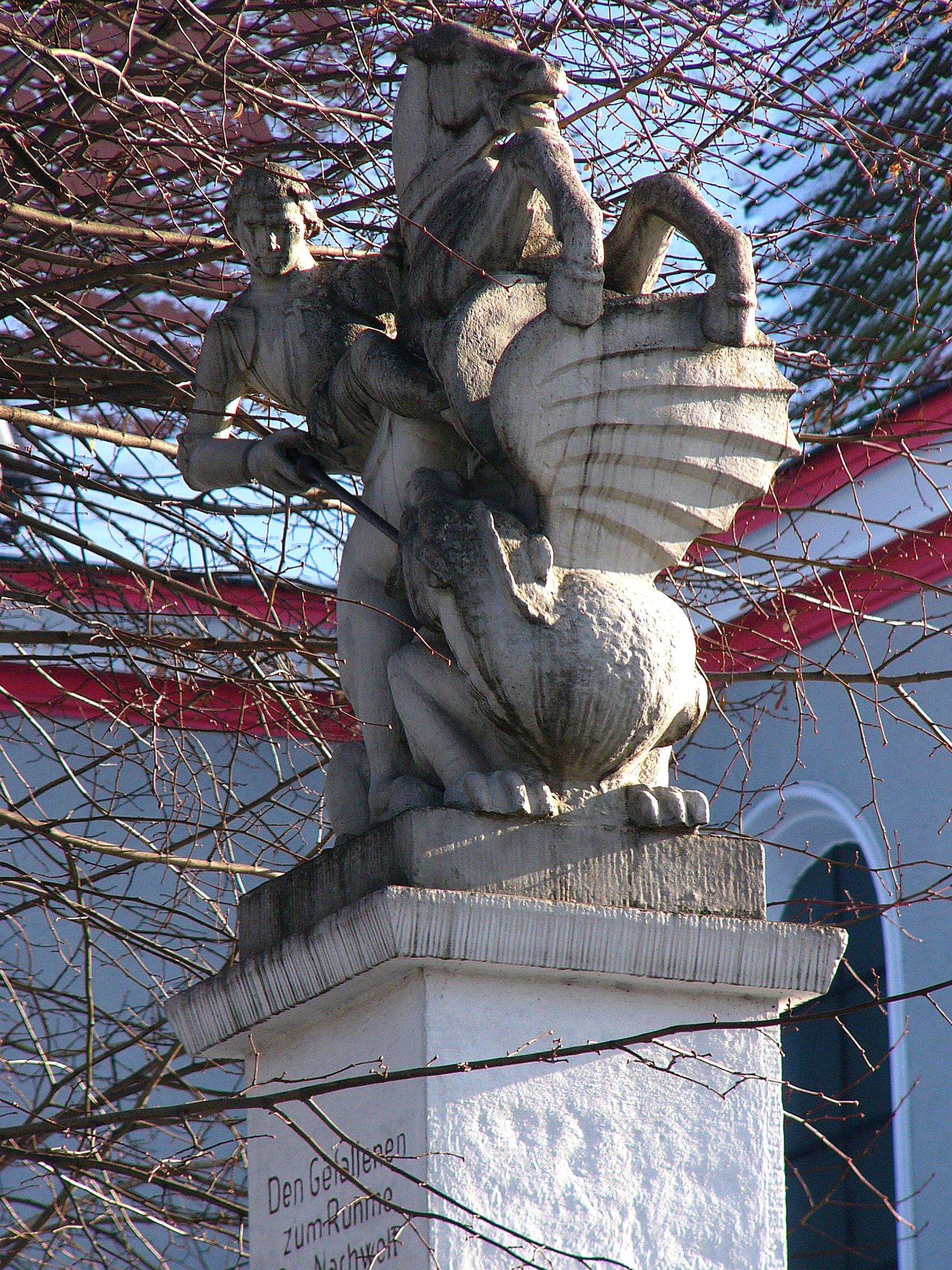
St.-Georg-Skulptur an der Antoniuskirche in Richtersdorf, Gleiwitz

- Bronzeplastik Sämann für Gefallenendenkmal im Wittelsbacher Park in Hof (Saale), geschaffen in Zusammenarbeit mit Lothar Dietz, nach Wettbewerb,[11] 1925
- Trauernde,[12] Gefallenendenkmal auf dem Lindenfriedhof Gleiwitz, 1927, Muschelkalkstein, heute restauriert
- St.-Georg-Skulptur,[13] Gefallenendenkmal an der Antoniuskirche Gleiwitz, 1931, heute restauriert
- Marienfigur mit Jesus[14] über dem Portal der Kirche zum Heiligen Erzengel Michael, (frühere Bezeichnung: Marienfigur am Neuen Konvikt)
- Heiliger Franziskus,[15] Vollplastik, Zentralfriedhof Gleiwitz
- Spendenplakette zur Erneuerung der Allerheiligenkirche Gleiwitz,[16] symbolischer Baustein, 500 × in Eisen, 300 × in Bronze
- 100 Jahre Komposition „Deutschlandlied“, 1941, Medaille, einseitig, Eisen
- Männliche Aktstudie,[17] Zeichnung von 1910 im Museum Gleiwitz

### Zerstörte, verschollene Werke oder keine Angaben bekannt
- Denkmal des Reserve-Infanterieregiments Nr. 23,[18][19] 1928, nach Wettbewerb,[20] Oppeln, 1945 zerstört[21]
- Porträt Prälat Ulitzka[18]
- Porträt Lukaschek[18]
- Ägyptische Tänzerin[18]
- Aschenbrödel,[18] Terrakotta
- Mädchen mit Tuch[18]
- St. Georg,[18] Bauplastik in Gleiwitz/Petersdorf
- St. Josef,[18] Bauplastik, Gleiwitz
- 3 Bronzebüsten für Gedenkhalle: „Infanterieregiment Nr.22“,[22] (Soldaten verschiedenen Alters), 1931, Gleiwitz
- Brunnen an der Hardenbergschule Gleiwitz, (A-B-C-Brunnen) 1935, Buntsandstein[23]
- Stehendes Mädchen[24]
- Sterbender Krieger,[24] Bronze
- Bergmann[25]
- Antoniusbrünnlein, Zentralfriedhof Gleiwitz
- Traditions- und Gefallenendenkmal Marineverein „Möwe“, Sprottau,[26] 1929